# Comuna de Kije
Kije (polaco: Gmina Kije) é uma gminy (comuna) na Polónia, na voivodia de Santa Cruz e no condado de Pińczowski. A sede do condado é a cidade de Kije.
De acordo com os censos de 2004, a comuna tem 4643 habitantes, com uma densidade 46,8 hab/km².

## Área
Estende-se por uma área de 99,26 km², incluindo:
- área agricola: 70%
- área florestal: 19%

## Demografia
Dados de 30 de Junho 2004:
|                      | Total   | Total | Mulheres | Mulheres | Homens  | Homens |
| -------------------- | ------- | ----- | -------- | -------- | ------- | ------ |
|                      | pessoas | %     | pessoas  | %        | pessoas | %      |
| População            | 4643    | 100   | 2353     | 50,7     | 2290    | 49,3   |
| Densidade (pop./km²) | 46,8    | 100   | 23,7     | 23,7     | 23,1    | 23,1   |

De acordo com dados de 2005, o rendimento médio per capita ascendia a 1844,14 zł.

## Subdivisões
- Borczyn, Czechów, Gartatowice, Gołuchów, Górki, Hajdaszek, Janów, Kije, Kliszów, Kokot, Lipnik, Rębów, Samostrzałów, Stawiany, Umianowice, Wierzbica, Włoszczowice, Wola Żydowska, Wymysłów, Żydówek.

## Comunas vizinhas
- Chmielnik, Imielno, Morawica, Pińczów, Sobków